# Земля надії
«Земля надії» (ісп. Tierra de esperanza) — мексиканський телесеріал 2023 року у жанрі драми та створений компанією TelevisaUnivision. В головних ролях — Кароліна Міранда, Андрес Паласіос, Луїс Роберто Гусман, Маріанна Сеоане, Софія Кастро, Марта Хулія. Перша серія вийшла в ефір 12 червня 2023 р. Серіал має 1 сезон. Завершився 60-м епізодом, який вийшов у ефір 1 вересня 2023 р.
Продюсер серіалу — Хосе Альберто Кастро.
Серіал є адаптацією колумбійсько-американського серіалу «Шторм», 2005 року.

## Сюжет
Чоловік із сільської місцевості з репутацією бабника та спокусника та цілеспрямована міська жінка… Із самого початку їхні стосунки складаються дуже напружено. Але що більше вони намагаються триматися подалі, то більше розпалюється пристрасть. Між ними починається бурхливий роман, в якому взаємна ненависть поступається найчистішому коханню, якого вони ще ніколи не відчували.

## Актори та ролі
| Актор               | Роль                     |
| ------------------- | ------------------------ |
| Кароліна Міранда    | Маріа Тереза Артеага     |
| Андрес Паласіос     | Сантос Сандовал          |
| Луїс Роберто Гусман | Марко Рівас              |
| Маріанна Сеоане     | Бернарда Рангел          |
| Софія Кастро        | Валентина Рангел         |
| Марта Хулія         | Адріана Еспіноза         |
| Нурія Багес         | Ремедіос                 |
| Наталія Есперон     | Норма Хурадо             |
| Даніель Товар       | Крісофоро Гарсія         |
| Алехандро Томмазі   | Естебан Артеага Портільо |
| Луз Марія Агілар    | Натівідад Парамо         |
| Кармен Бесерра      | Ірасема Уерта            |
| Серхіо Гойрі        | Рутіліо Феррер           |

## Сезони
| Сезон | Епізоди | Епізоди | Оригінальний показ | Оригінальний показ | Оригінальний показ |
| Сезон | Епізоди | Епізоди | Перший показ       | Останній показ     | Мережа             |
| ----- | ------- | ------- | ------------------ | ------------------ | ------------------ |
| 1     | 60      | 60      | 12 червня 2023     | 1 вересня 2023     | Las Estrellas      |

## Аудиторія
| Країна трансляції | Сезон | Розклад      | Серії | Перший ефір       | Перший ефір | Останній ефір     | Останній ефір | Середній бал |
| Країна трансляції | Сезон | Розклад      | Серії | Дата              | Дата        | Дата              | Дата          | Середній бал |
| ----------------- | ----- | ------------ | ----- | ----------------- | ----------- | ----------------- | ------------- | ------------ |
| Мексика           | 1     | 21:30— 22:15 | 60    | 12 червня 2023 р. | 3,4         | 1 вересня 2023 р. | 3,6           | 3,02         |

## Версії
| Рік  | Країна       | Українська назва | Оригінальна назва | Кількість | Кількість | В головних ролях                                 | Компанія                                                                         | Канал     |
| Рік  | Країна       | Українська назва | Оригінальна назва | сезонів   | серій     | В головних ролях                                 | Компанія                                                                         | Канал     |
| ---- | ------------ | ---------------- | ----------------- | --------- | --------- | ------------------------------------------------ | -------------------------------------------------------------------------------- | --------- |
| 2005 | Колумбія США | Шторм            | La Tormenta       | 1         | 216       | Наталія Стрейгнард, Крістіан Меєр, Наташа Клаусс | RTI Televisión, Telemundo Internacional, NBCUniversal International Distribution | Telemundo |